# Guarani (moeda)

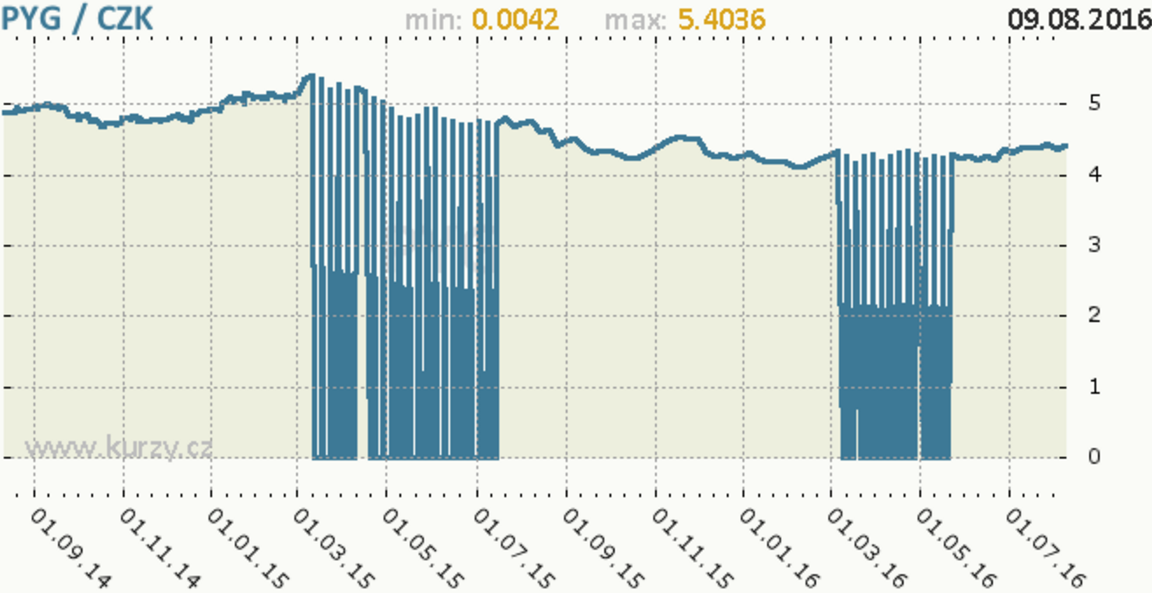
O código de moeda para Paraguayan Guarani é PYG. O símbolo da moeda é Gs.

O guarani, de símbolo ₲, (em espanhol: guaraní; guaraníes; código ISO 4217 é PYG) é a moeda do Paraguai. Um guarani é dividido em 100 centimos. Todavia, como consequência da inflação, os centavos já não são mais usados no país.
A lei que criou o guarani foi aprovada em 5 de outubro de 1943, em substituição ao peso paraguaio. As primeiras notas foram impressas em 1944. A moeda foi nomeada em homenagem a uma das tribos indígenas paraguaias, os guaranis.
Entre 1960 e 1982, o valor do guarani em relação ao dólar era de 126 PYG para cada 1 dólar. Atualmente, este valor é de aproximadamente 6,820 guaranis para cada dólar (julho de 2021), fazendo a nota mais alta, a de 100 mil guarani, valer pouco mais de 14 dólares.
O valor das moedas são de 50, 100, 500 e 1 mil guaranis, as notas são de 2 mil, 5 mil, 10 mil, 20 mil, 50 mil e 100 mil guaranis.

## Novo guarani
Com a intenção de readequar o meio circulante, desde 2009 estuda-se uma reforma monetária na qual a moeda perderia três zeros e adquiriria a denominação "novo guarani" (PYN). A nova moeda criaria subdivisões em centavos, retornando assim a um estado já revogado.

## Moedas
Em 1944, as moedas de alumínio e bronze foram introduzidas nas denominações de 1¢, 5¢, 10¢, 25¢ e 50¢. Todos eram redondos. Os anversos apresentavam uma flor escrito com "Republica del Paraguay" e a data em torno dela, exceto o 50¢, que apresenta um leão. A denominação era mostrada no reverso.
| Valor | Anverso                                                                      | Reverso             | Primeira emissão |
| ----- | ---------------------------------------------------------------------------- | ------------------- | ---------------- |
| 1¢    | Flor da goiaba comum, Psidium guajava                                        | Denominação e coroa | 1944             |
| 5¢    | Flor de Passiflora edullis, o maracujá                                       | Denominação e coroa | 1944             |
| 10¢   | Uma flor de laranjeira, Citrus sinensis                                      | Denominação e coroa | 1944             |
| 25¢   | Flor do ipe-roxo, Handroanthus impetiginosus , a árvore nacional do Paraguai | Denominação e coroa | 1944             |